# Clan Mononobe

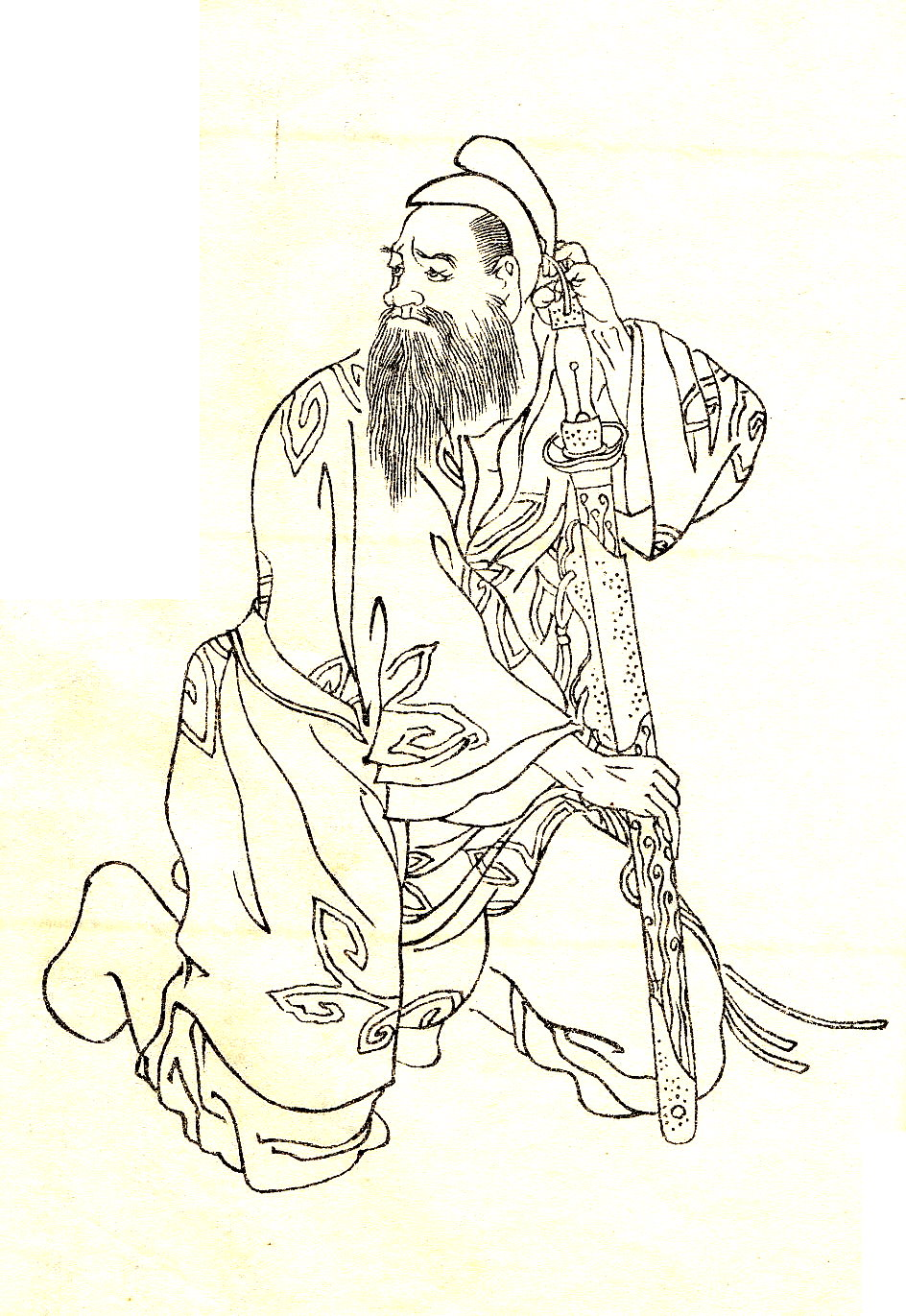
clan Mononobe

El clan Mononobe ( 物 部 氏 Mononobe uji ) era un clan japonés del período Kofun, conocido por su oposición militar al clan Soga. Los Mononobe se oponían a la difusión del budismo, en parte por motivos religiosos, alegando que las deidades locales se ofenderían por el culto de divinidades extranjeras, pero también como resultado de sentimientos de conservadurismo y un cierto grado de xenofobia. El clan Nakatomi, antepasados de los Fujiwara, también eran rituales sintoístas aliados con el Mononobe en oposición al budismo.
Los Mononobe, al igual que muchas otras familias importantes de la época, eran algo así como una corporación o gremio, además de ser una familia apropiada por relaciones de sangre. Mientras que los únicos miembros del clan que aparecen de manera significativa en el registro histórico eran los estadistas, el clan como un todo era conocido como la Corporación de Armas o Armadores.

## Historia
Se decía que los Mononobe habían sido fundados por el príncipe Inishiki, el hijo mayor del emperador Suinin Tennō. En el siglo VI, una serie de enfrentamientos violentos estallaron entre el clan Mononobe y el clan Soga. Según el Nihonshoki, un conflicto particularmente importante ocurrió después de que el emperador Yōmei muriera después de un reinado muy corto. Mononobe no Moriya, el jefe del clan, apoyó a un príncipe para suceder a Yōmei, mientras que Soga no Umako eligió otro. El conflicto llegó a un punto en una batalla en Kisuri (actual Osaka) en el año 587, donde el clan Mononobe fue derrotado y aplastado en la Batalla de Shigisan. Después de la muerte de Moriya, el budismo ha visto la extensión adicional en Japón.
En 686, los Mononobe se reformaron como el clan de Isonokami, nombrado así debido a sus lazos cercanos con el santuario de Isonokami, un santuario sintoísta que funcionó como arsenal imperial.